# Agonischius
Agonischius là một chi bọ cánh cứng trong họ 
Elateridae.
Chi này được Candèze miêu tả khoa học năm 1863.

## Các loài
Các loài trong chi này gồm:
- Agonischius aeneipennis Kirsch
- Agonischius aeneolus Candèze
- Agonischius aequalis Schwarz
- Agonischius annamensis Candèze, 1863
- Agonischius anticus Candèze
- Agonischius armus Candèze
- Agonischius asceticus Candèze, 1897
- Agonischius auratipennis Candèze, 1897
- Agonischius bakeri Fleutiaux, 1916
- Agonischius balabakensis Candèze, 1897
- Agonischius basalis Candèze, 1874
- Agonischius belli Candèze, 1893
- Agonischius bifasciatus Schwarz
- Agonischius bilaterus Candèze, 1897
- Agonischius bimaculatus Candèze
- Agonischius brevicollis Candèze, 1875
- Agonischius castelnaui Candèze, 1863
- Agonischius chamoliensis Vats & Chauhan, 1994
- Agonischius chauhani Vats & Chauhan, 1994
- Agonischius coarctatus (Candèze)
- Agonischius collaris Schwarz, 1902
- Agonischius conjungens Candèze
- Agonischius conspurcatus Candèze
- Agonischius corpulentus Candèze, 1897
- Agonischius cyaneus Candèze, 1863
- Agonischius cyanipennis Candèze, 1863
- Agonischius cyanoreflexus Vats & Chauhan, 1994
- Agonischius decoratus Candèze, 1889
- Agonischius diffisus Candèze, 1897
- Agonischius dispar Schwarz
- Agonischius distinctus Candèze, 1893
- Agonischius elegans Candèze
- Agonischius exceptus Candèze, 1893
- Agonischius fasciatus Candèze
- Agonischius fusiformis Candèze, 1875
- Agonischius indicus Fleutiaux, 1933
- Agonischius laesus Schwarz, 1902
- Agonischius lansbergei Candèze, 1878
- Agonischius lateralis Candèze
- Agonischius lateritius Fleutiaux, 1939
- Agonischius lepidus Candèze, 1863
- Agonischius luteus Candèze
- Agonischius marginatus Candèze, 1875
- Agonischius melanoxanthoides Schwarz, 1902
- Agonischius melanurus Candèze
- Agonischius monachus Candèze, 1878
- Agonischius montanus Candèze
- Agonischius monticola Candèze, 1895
- Agonischius murinus Candèze, 1900
- Agonischius mutabilis Schwarz, 1898
- Agonischius muzzalli Fleutiaux, 1934
- Agonischius nigerrimus Fleutiaux, 1934
- Agonischius pantolamprus Candèze, 1863
- Agonischius pectoralis Candèze, 1863
- Agonischius piceus Garg & Vasu, 1999
- Agonischius praeustus Fleutiaux, 1934
- Agonischius pulcher Van Zwaluwenburg, 1943
- Agonischius quadrilineatus (Hope, 1843)
- Agonischius remiger Candèze, 1897
- Agonischius ruficollis Schwarz, 1900
- Agonischius rufolaterus Schwarz, 1902
- Agonischius sanguinipennis Candèze
- Agonischius scutallaris Candèze
- Agonischius semiluteus Candèze, 1889
- Agonischius speculifer Fairmaire, 1889
- Agonischius sternalis Candèze, 1893
- Agonischius stolatus Candèze
- Agonischius stripedius Garg & Vasu, 1999
- Agonischius submetallicus Candèze
- Agonischius subsericeus Kolbe, 1886
- Agonischius taeniatus Candèze
- Agonischius thoracicus Fleutiaux, 1889
- Agonischius unicolor Candèze, 1878
- Agonischius virgulatus Candèze, 1889
- Agonischius viridipennis Fleutiaux, 1942
- Agonischius viridoreflexus Vats & Chauhan, 1994
- Agonischius vitticollis Schwarz
- Agonischius vulneratus Candèze, 1897
- Agonischius wallacei Candèze